# Danh sách Kiểm sát viên Viện kiểm sát nhân dân tối cao Việt Nam
Dưới đây là danh sách những người được Chủ tịch nước Cộng hòa xã hội chủ nghĩa Việt Nam bổ nhiệm chức danh Kiểm sát viên Viện kiểm sát nhân dân tối cao Việt Nam theo từng năm. Theo điều 93, chương V, Luật Tổ chức Viện kiểm sát nhân dân năm 2014, thì số lượng Kiểm sát viên Viện kiểm sát nhân dân tối cao không quá 19 người.

## Năm 2012
Ngày 29 tháng 3 năm 2012, Chủ tịch nước Việt Nam Trương Tấn Sang ký Quyết định số 401/QĐ-CTN bổ nhiệm lại chức danh Kiểm sát viên Viện kiểm sát nhân dân tối cao cho 8 người gồm có:
1. Lê Thị Tuyết Hoa
2. Trần Văn Trung
3. Phạm Mạnh Hùng
4. Trần Kim Chi
5. Nguyễn Thanh Hồng
6. Đỗ Văn Hãn
7. Nguyễn Thị Thanh Tâm
8. Lương Minh Thống.

Ngày 25 tháng 6 năm 2012, Chủ tịch nước Trương Tấn Sang ký Quyết định số 885/QĐ-CTN bổ nhiệm chức danh Kiểm sát viên Viện kiểm sát nhân dân tối cao cho 25 người gồm có:
1. Ngụy Thế Nho
2. Phạm Văn Hòa
3. Vũ Quang Huy
4. Đinh Ngọc Kính
5. Nguyễn Thị Kim Lan
6. Trần Minh Đạt
7. Mai Thị Hồng Quảng
8. Phan Xuân Trường
9. Đỗ Văn Thắng
10. Lưu Trọng Nguyên
11. Trần Thị Thúy
12. Đặng Hữu Phúc
13. Lê Thị Bích Hòa
14. Vũ Văn Biểu
15. Đỗ Văn Hữu
16. Hoàng Thị Thúy
17. Nguyễn Duy Giảng
18. Phạm Thị Minh Yến
19. Trần Ngọc Bảo Châu
20. Trần Văn Lợi
21. Nguyễn Đình Đức
22. Nguyễn Đình Trung
23. Nguyễn Văn Hòa
24. Đoàn Thị Xuân Mai
25. Lê Thị Hoa

## Năm 2014
Ngày 17 tháng 1 năm 2014, Chủ tịch nước Cộng hòa xã hội chủ nghĩa Việt Nam Trương Tấn Sang kí Quyết định số 213/QĐ-CTN bổ nhiệm chức danh Kiểm sát viên Viện kiểm sát nhân dân tối cao cho 15 người gồm có.
1. Hồ Đức Anh, Phó Chánh Văn phòng VKS Tối cao
2. Trần Thị Thúy An
3. Trần Hưng Bình
4. Vương Văn Bép, sinh năm 1963, Phó Viện trưởng VKS tỉnh Bắc Ninh
5. Đỗ Mạnh Bổng, sinh năm 1969, Phó Viện trưởng VKS tỉnh Phú Thọ
6. Trần Đức Dương
7. Cao Anh Đức, sinh năm 1967[6]
8. Phan Thị Hiền
9. Nguyễn Minh Quang, Chánh Thanh tra VKS Tối cao
10. Vũ Huy Thuận, sinh năm 1958[6]
11. Nguyễn Mạnh Thường
12. Lê Tiến, sinh năm 1969[6]
13. Phùng Đức Tiến, sinh năm 1970[6]
14. Bùi Lê Sính, sinh năm 1960[6]
15. Nguyễn Tiến Sơn, sinh năm 1969

## Năm 2015
Ngày 13 tháng 4 năm 2015, Chủ tịch nước Việt Nam Trương Tấn Sang ký Quyết định bổ nhiệm chức danh Kiểm sát viên Viện kiểm sát nhân dân tối cao cho 13 người gồm có:
1. Nguyễn Hòa Bình, sinh năm 1958, Viện trưởng VKSNDTC
2. Nguyễn Thị Thủy Khiêm, sinh năm 1958, Phó Viện trưởng VKSNDTC
3. Lê Hữu Thể, sinh năm 1958, Phó Viện trưởng VKSNDTC
4. Trần Công Phàn, sinh năm 1960, Phó Viện trưởng VKSNDTC
5. Nguyễn Hải Phong, sinh năm 1958, Phó Viện trưởng VKSNDTC
6. Bùi Mạnh Cường, Phó Viện trưởng VKSNDTC
7. Nguyễn Văn Khánh, sinh năm 1959, Phó Viện trưởng VKSNDTC, Viện trưởng VKSQS Trung ương
8. Lê Thị Tuyết Hoa, sinh năm 1964,[6] Vụ trưởng Vụ Thực hành quyền công tố và kiểm sát điều tra án hình sự về trật tự xã hội
9. Dương Văn Phùng, sinh năm 1959,[6] Vụ trưởng Vụ Thực hành quyền công tố và kiểm sát điều tra án tham nhũng
10. Nguyễn Thị Yến, sinh năm 1961,[6] Vụ trưởng Vụ Thực hành quyền công tố và kiểm sát xét xử hình sự
11. Lê Thành Dương, sinh năm 1958,[6] Vụ trưởng Vụ Kiểm sát việc giải quyết các vụ án dân sự
12. Nguyễn Minh Đức, sinh năm 1958,[6] Vụ trưởng Vụ Khiếu tố
13. Nguyễn Việt Hùng, sinh năm 1959,[6] Vụ trưởng Vụ Kiểm sát thi hành án dân sự.

Ngày 17 tháng 12 năm 2015, Chủ tịch nước Trương Tấn Sang đã trao quyết định bổ nhiệm chức danh Kiểm sát viên Viện kiểm sát nhân dân tối cao cho 5 người gồm có:
1. Vũ Đăng Khoa, sinh năm 1957, Kiểm sát viên cao cấp, Thủ trưởng cơ quan điều tra
2. Nguyễn Văn Nông, sinh năm 1959, Kiểm sát viên cao cấp, Vụ trưởng Vụ Kiểm sát thi hành án dân sự
3. Nguyễn Duy Giảng, sinh năm 1966, Vụ trưởng Vụ Thực hành quyền công tố và kiểm sát điều tra án kinh tế chức vụ
4. Nguyễn Tố Toàn, sinh năm 1959, Vụ trưởng Vụ Thực hành quyền công tố và kiểm tra, điều tra an ninh
5. Phương Hữu Oanh, sinh năm 1959, Vụ trưởng Vụ Kiểm sát giải quyết các vụ án hành chính, vụ việc kinh doanh thương mại lao động và những việc khác theo quy định của pháp luật.

## Năm 2018
1. Nguyễn Huy Tiến, sinh năm 1968, Kiểm sát viên cao cấp, Phó Viện trưởng VKSND tối cao (Quyết định số 1836/QĐ-CTN ngày 16/10/2018)[9]
2. Nguyễn Văn Quảng, sinh năm 1969, Kiểm sát viên cao cấp, Phó Viện trưởng VKSND tối cao (Quyết định số 1837/QĐ-CTN ngày 16/10/2018)[9]

## Năm 2020
Ngày 12 tháng 2 năm 2020, Chủ tịch nước Việt Nam Nguyễn Phú Trọng bổ nhiệm giữ chức danh Kiểm sát viên Viện kiểm sát nhân dân tối cao cho 5 kiểm sát viên cao cấp sau:.
1. Lê Tiến, sinh năm 1969, Kiểm sát viên cao cấp, Vụ trưởng Vụ Thực hành quyền công tố và kiểm sát điều tra án kinh tế (Vụ 3), VKSND tối cao
2. Hồ Đức Anh, Kiểm sát viên cao cấp, Vụ trưởng Vụ Thực hành quyền công tố và kiểm sát xét xử án hình sự (Vụ 7), VKSND tối cao
3. Nguyễn Hải Trâm, sinh năm 1975, Kiểm sát viên cao cấp, Vụ trưởng Vụ Thực hành quyền công tố và kiểm sát điều tra án tham nhũng, chức vụ (Vụ 5), VKSND tối cao
4. Lê Minh Long, sinh năm 1967, Kiểm sát viên cao cấp, Vụ trưởng Vụ Thực hành quyền công tố và kiểm sát điều tra án trật tự xã hội (Vụ 2), VKSND tối cao
5. Lê Đức Xuân, sinh năm 1966, Kiểm sát viên cao cấp, Vụ trưởng Vụ Thực hành quyền công tố và kiểm sát điều tra án an ninh (Vụ 1), VKSND tối cao

Kể từ ngày 5 tháng 5 năm 2020, hai kiểm sát viên cao cấp Tạ Quang Khải và Nguyễn Tiến Sơn được Chủ tịch nước bổ nhiệm chức danh Kiểm sát viên Viện kiểm sát nhân dân tối cao.
1. Tạ Quang Khải, sinh năm 1964, Thiếu tướng, Kiểm sát viên cao cấp, Phó Viện trưởng Viện kiểm sát nhân dân tối cao, Viện trưởng viện kiểm sát Quân sự Trung ương
2. Nguyễn Tiến Sơn, sinh năm 1969, Kiểm sát viên cao cấp, Thủ trưởng Cơ quan điều tra Viện kiểm sát nhân dân tối cao